# 落馬洲公園

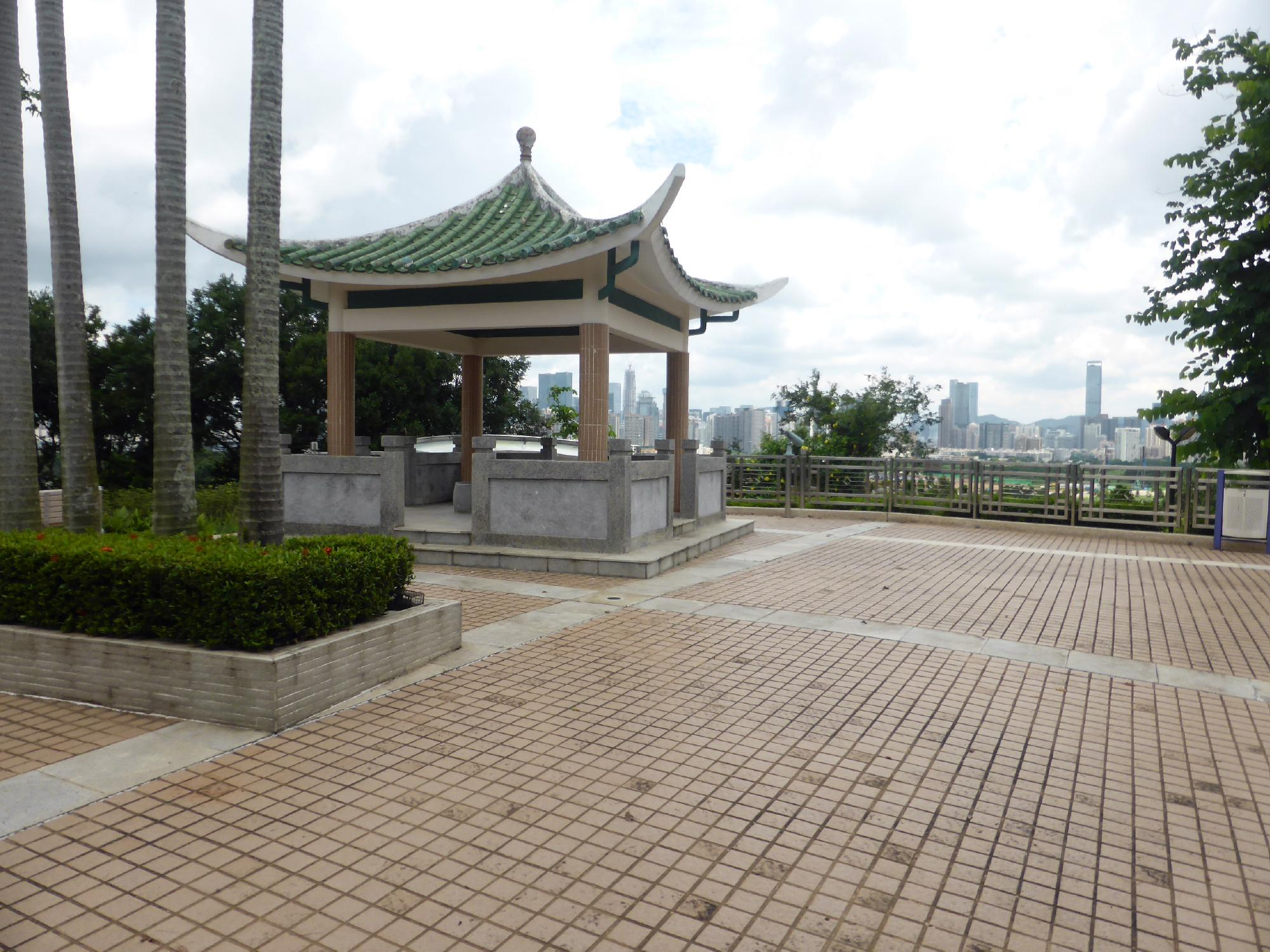
落馬洲公園と奥に見える深圳

落馬洲花園は、新界元朗区落馬洲にある公園で深圳市の福田を眺望することができる。

## アクセス
落馬洲花園へは落馬洲駅からバスB1路線で下湾漁民新村を下車。バス停から坂道を徒歩10分未満。

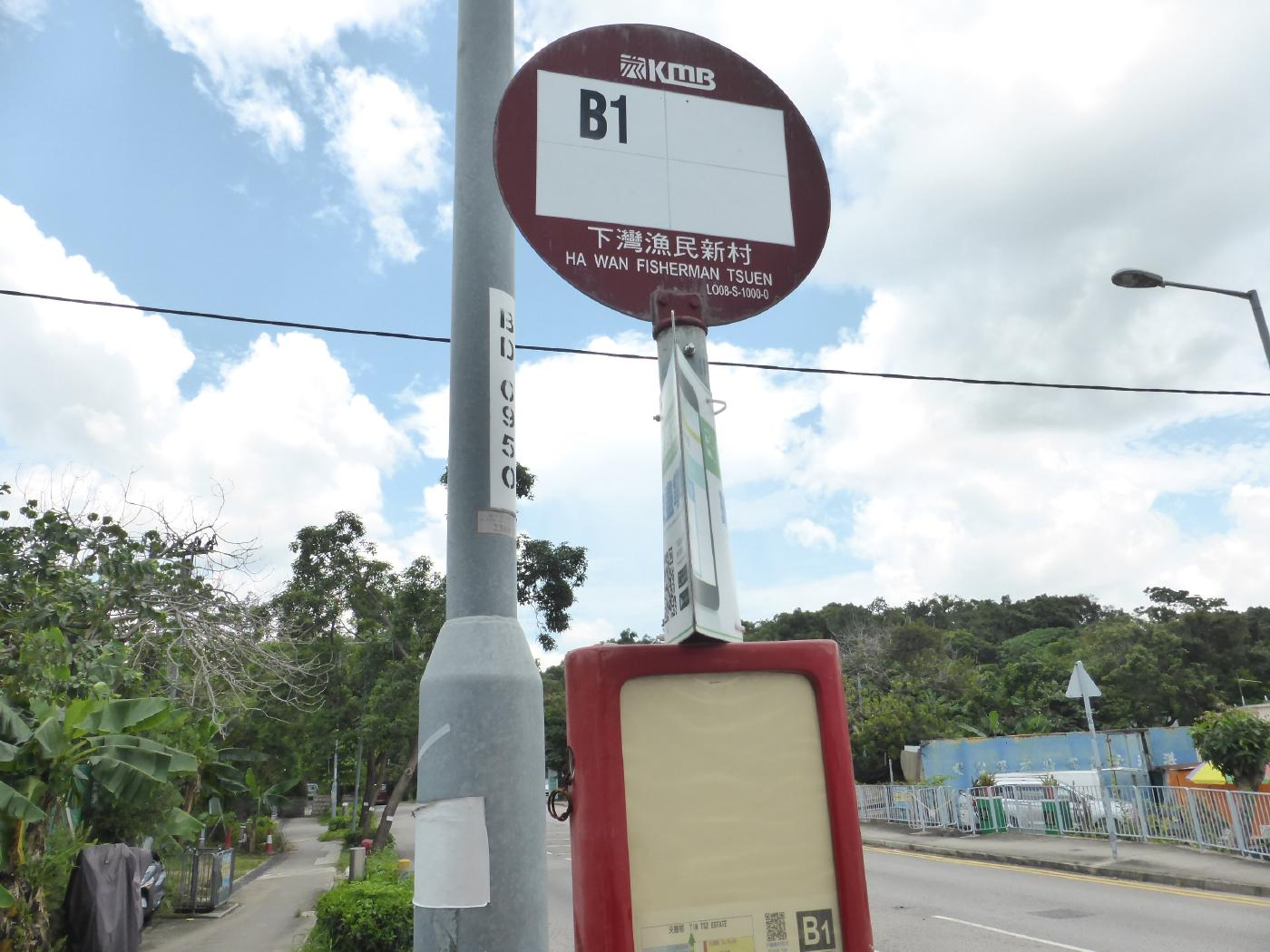
下湾漁民新村バス停
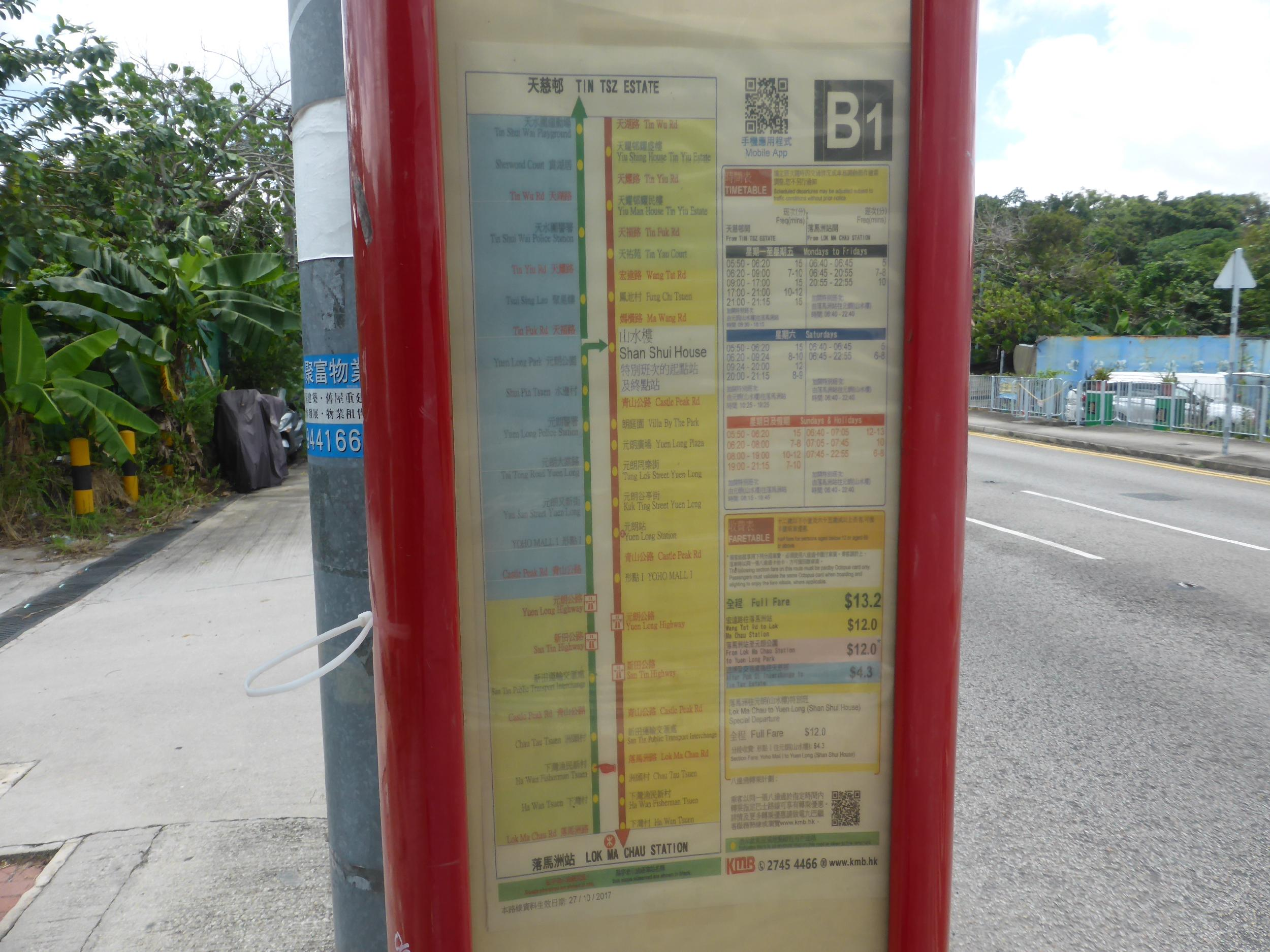
時刻表
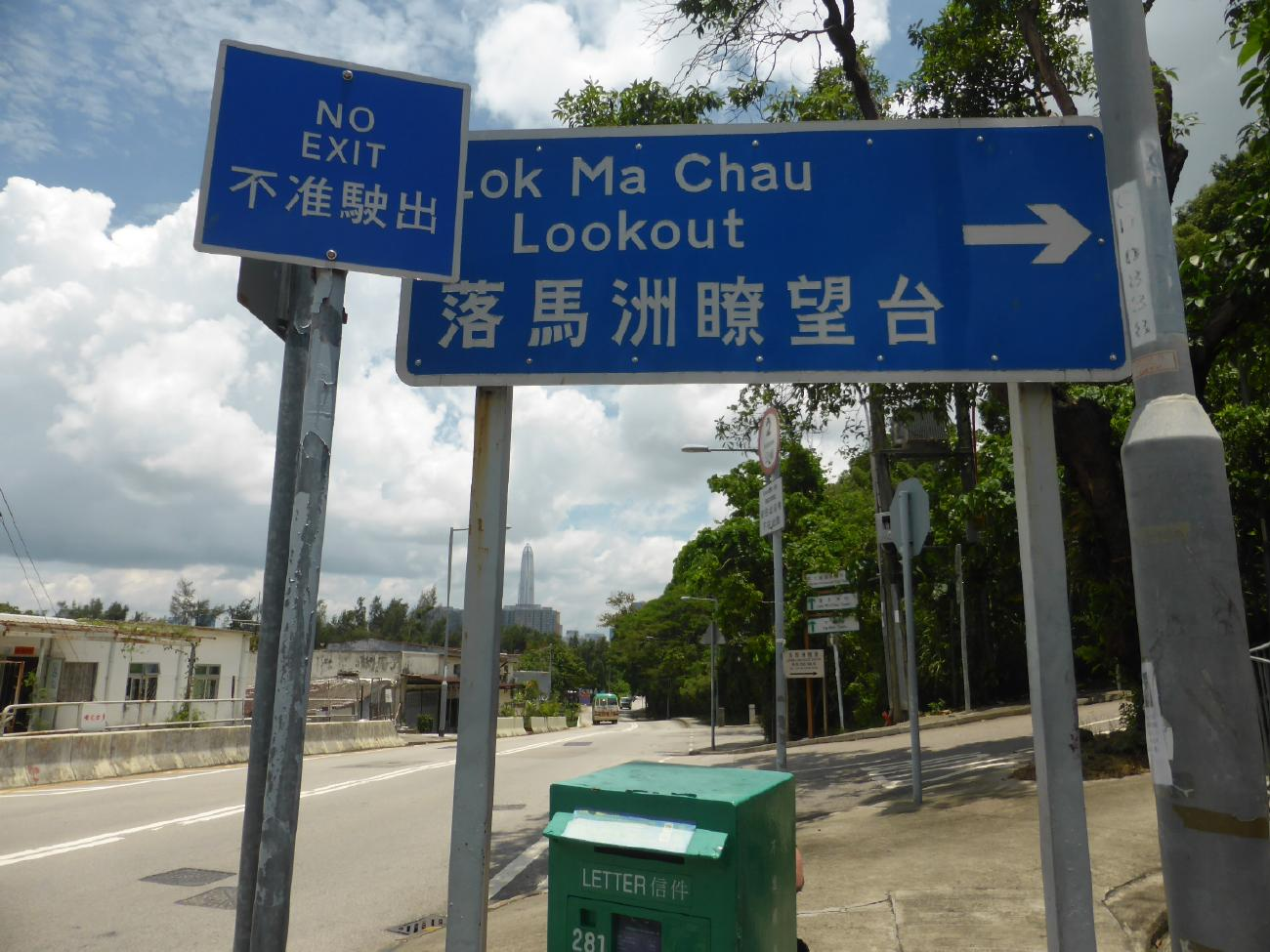
落馬洲瞭望台入口
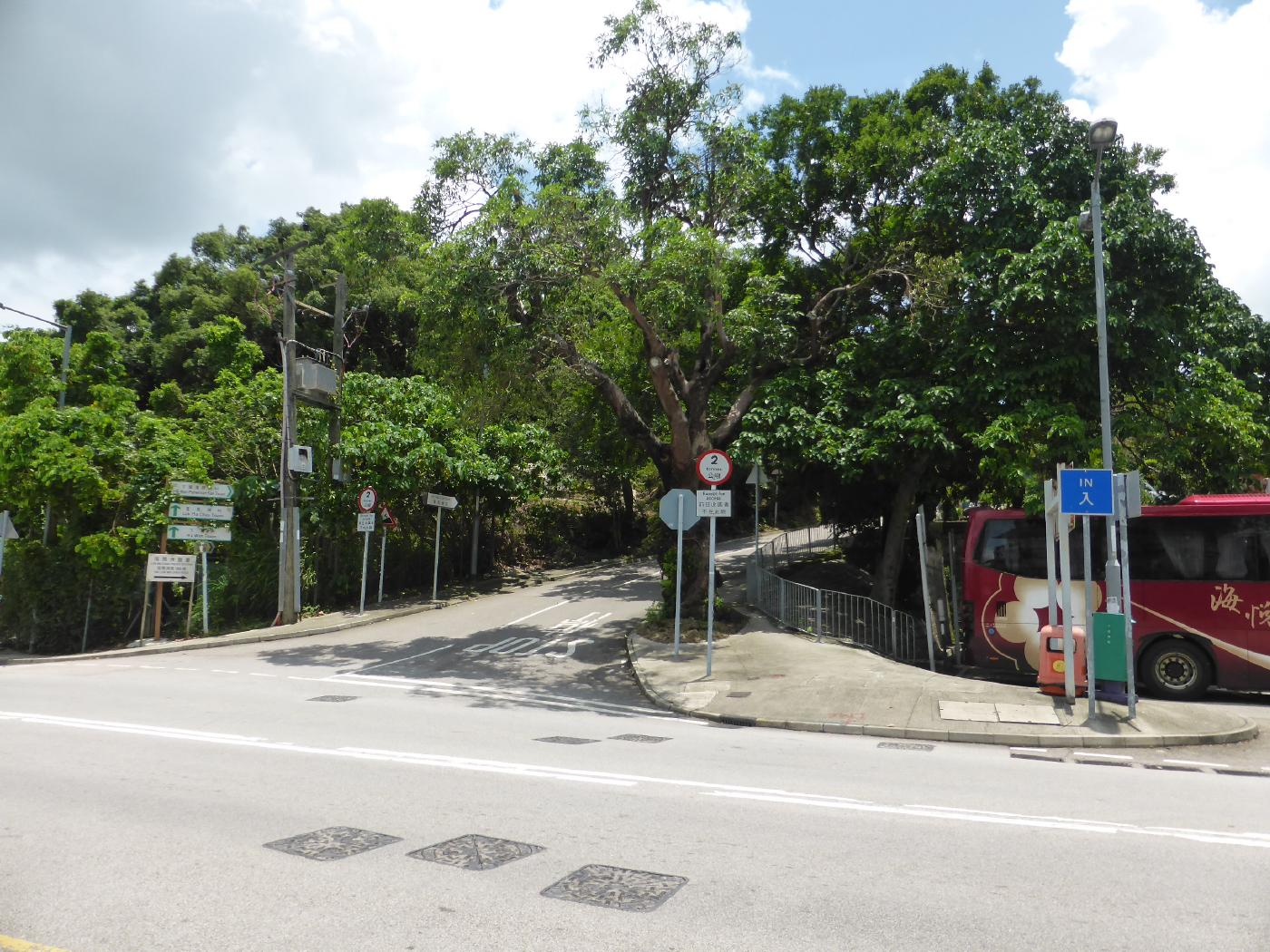
落馬洲瞭望台への坂道
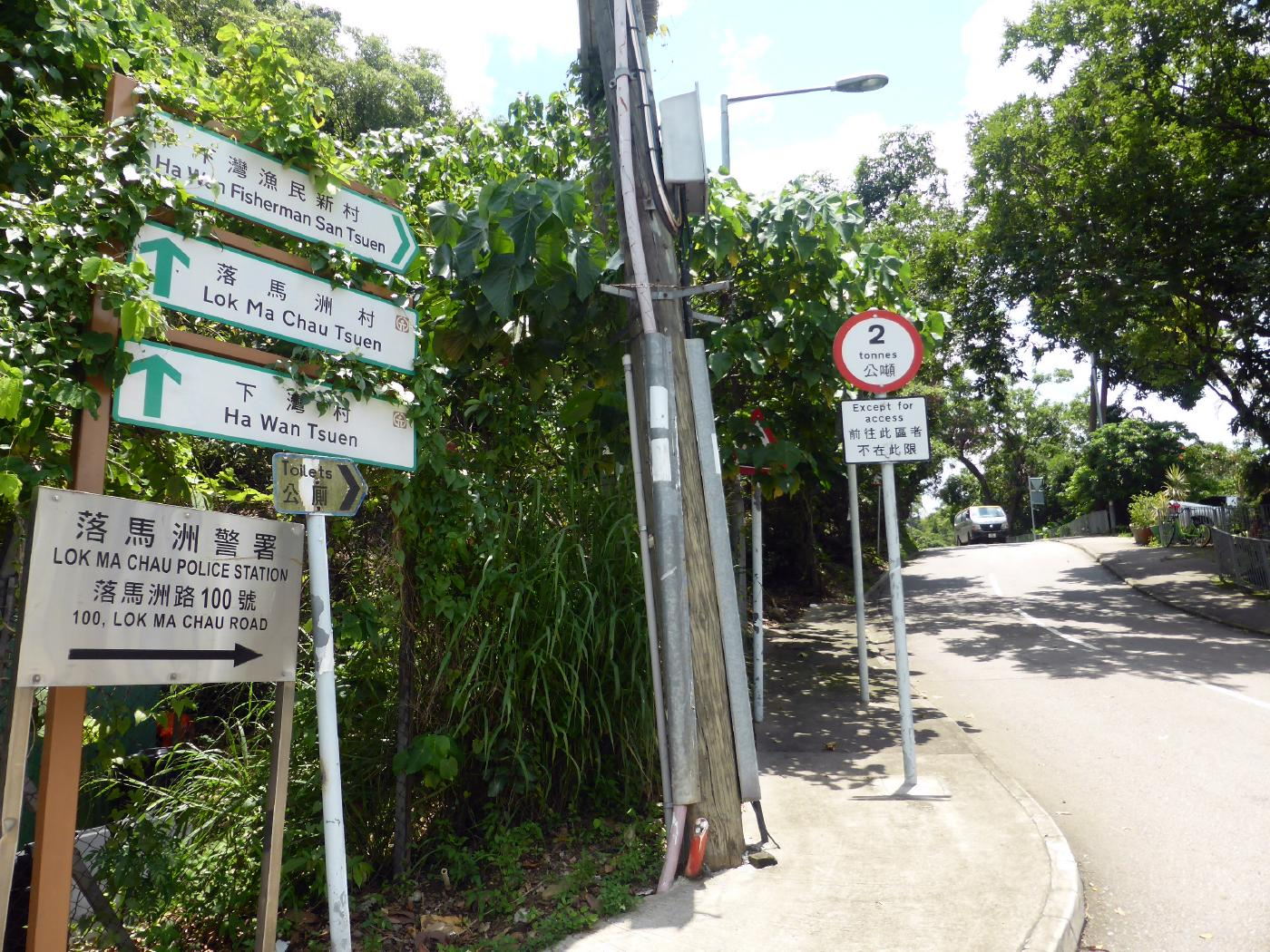
落馬洲警察署も公園近隣にあり
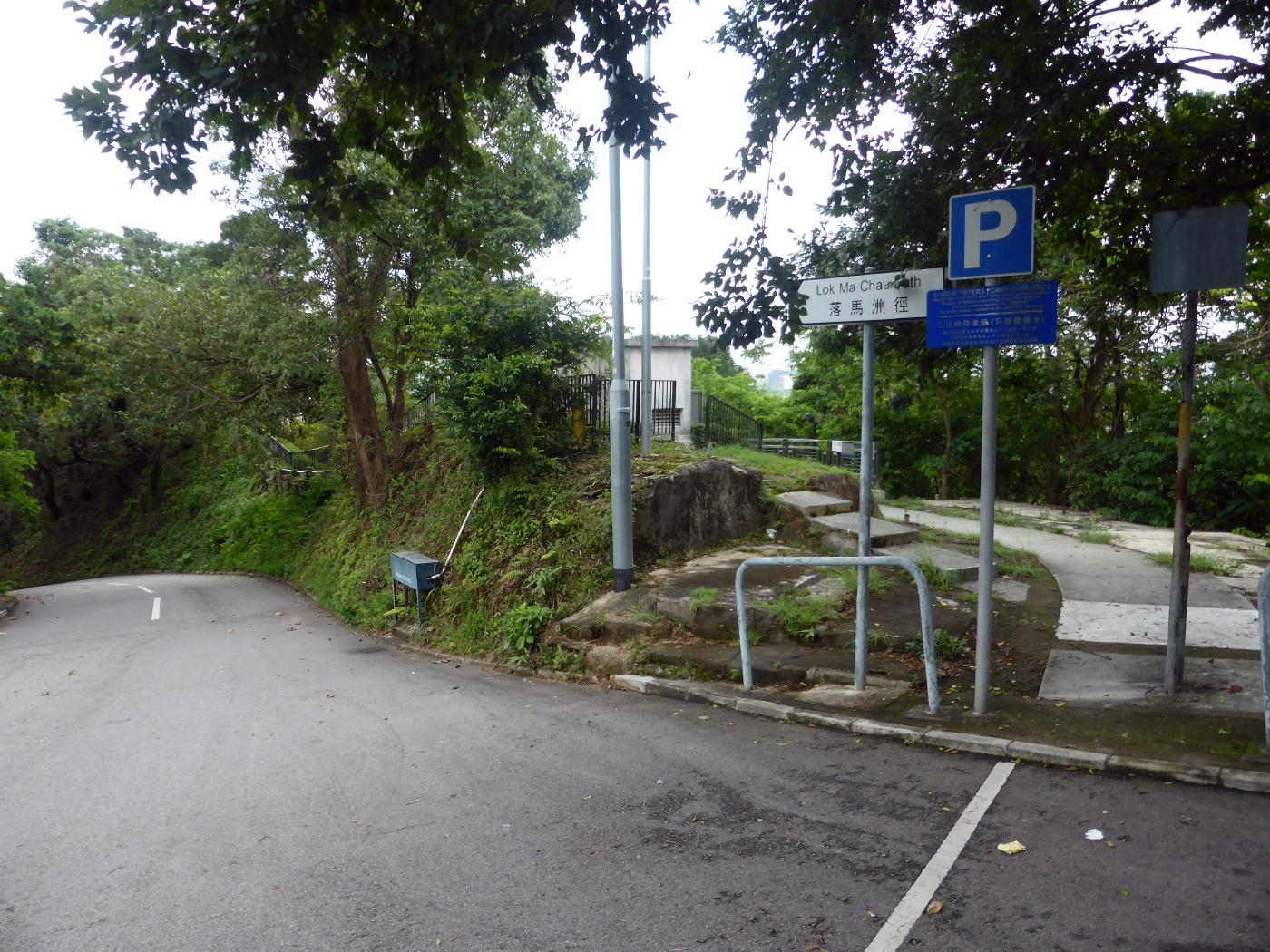
坂道の途中に駐車場。脇道が望瞭台

## ギャラリー

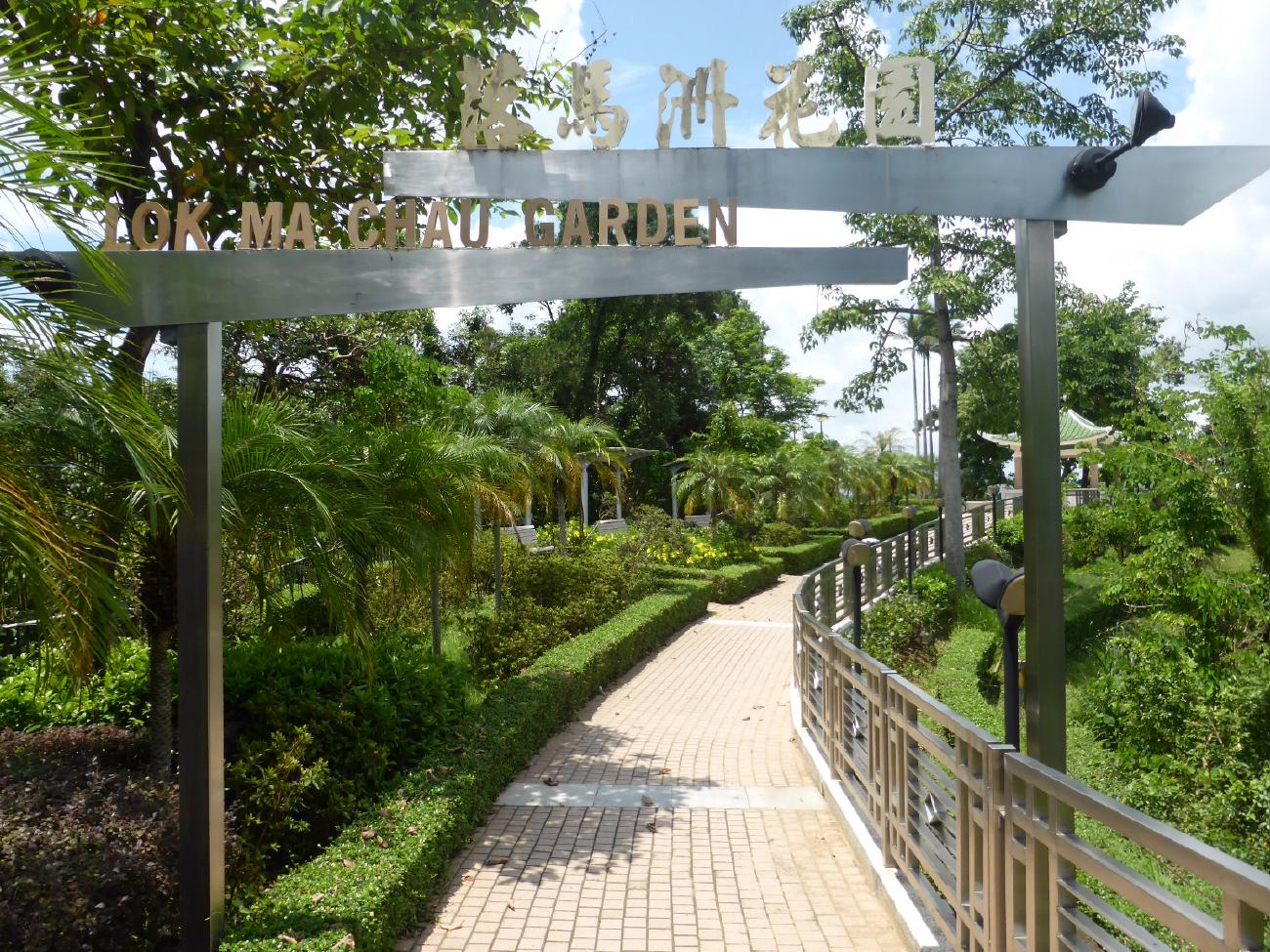
落馬洲花園正門
落馬洲花園への道
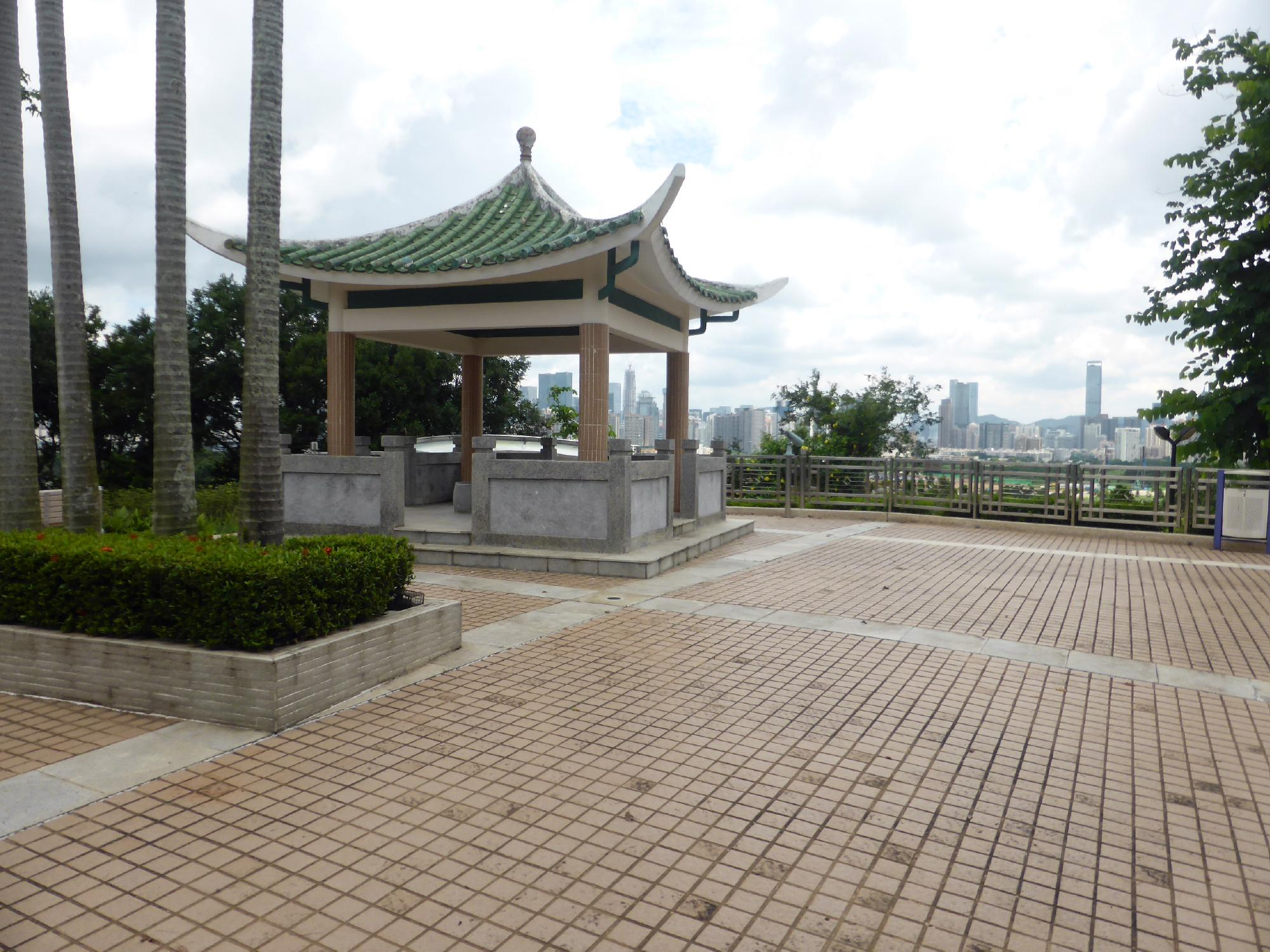
落馬洲公園と奥に見える深圳
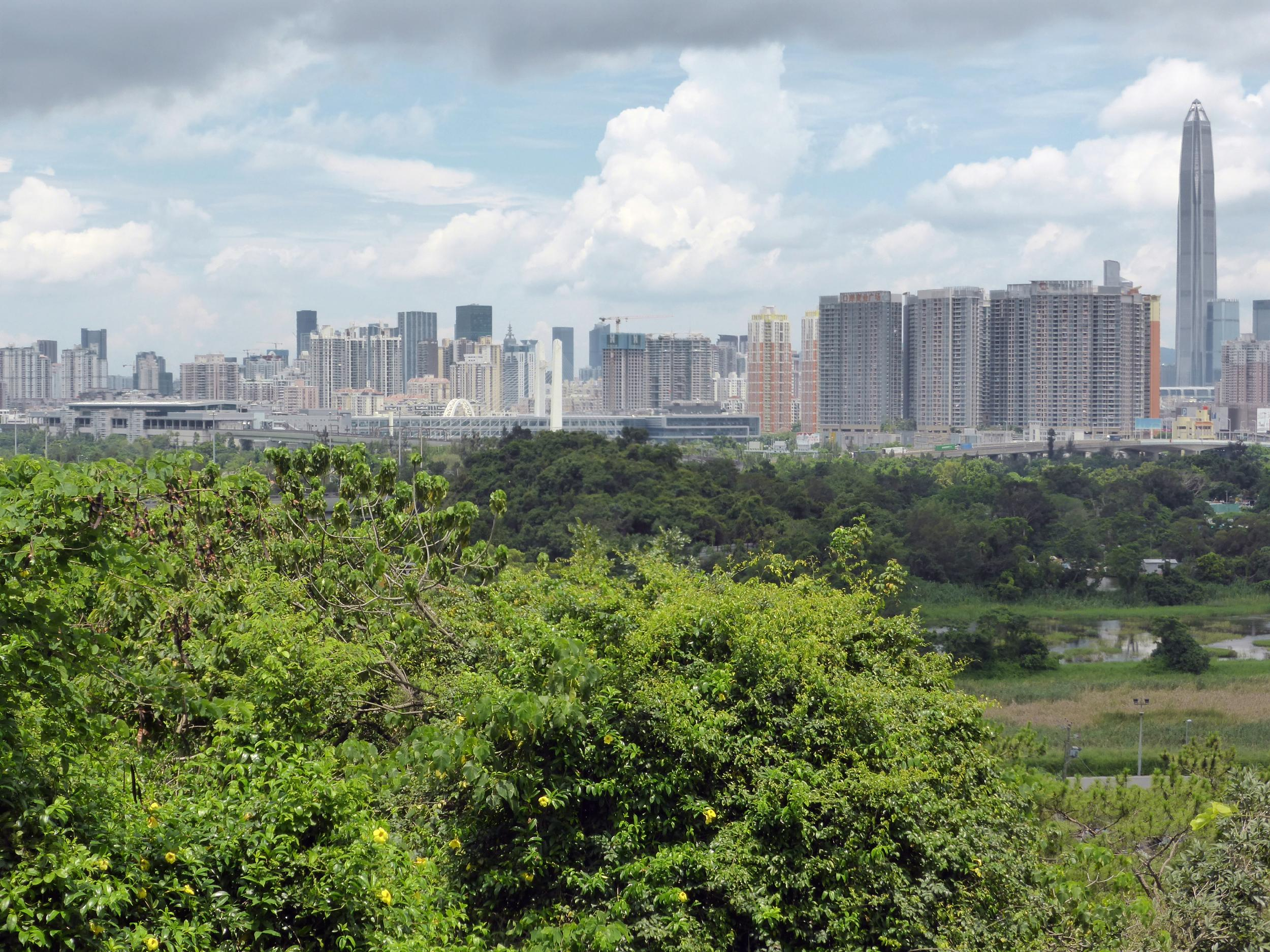
落馬洲駅（左側）と福田皇崗口岸（橋の先）
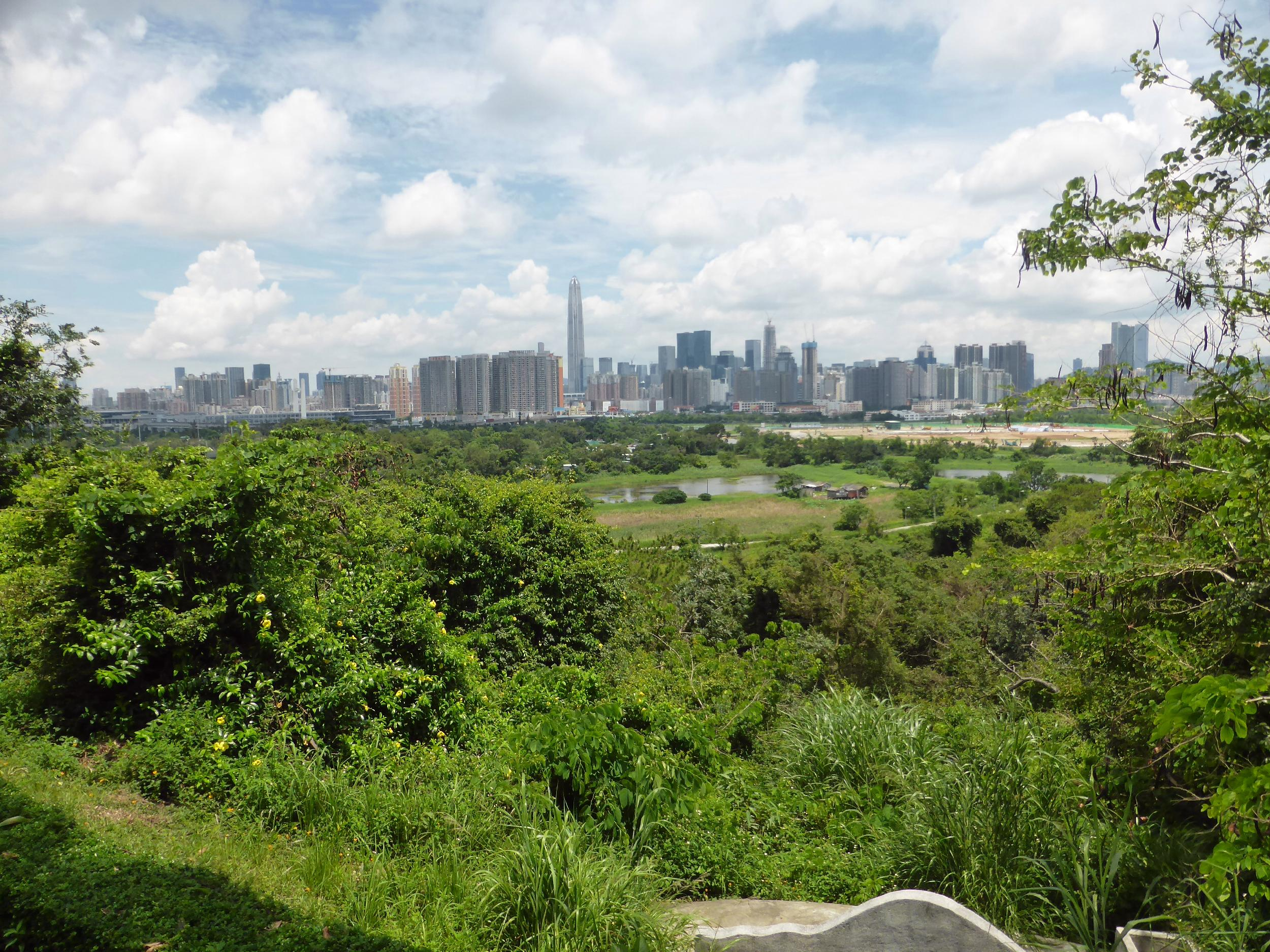
対岸は深圳福田区
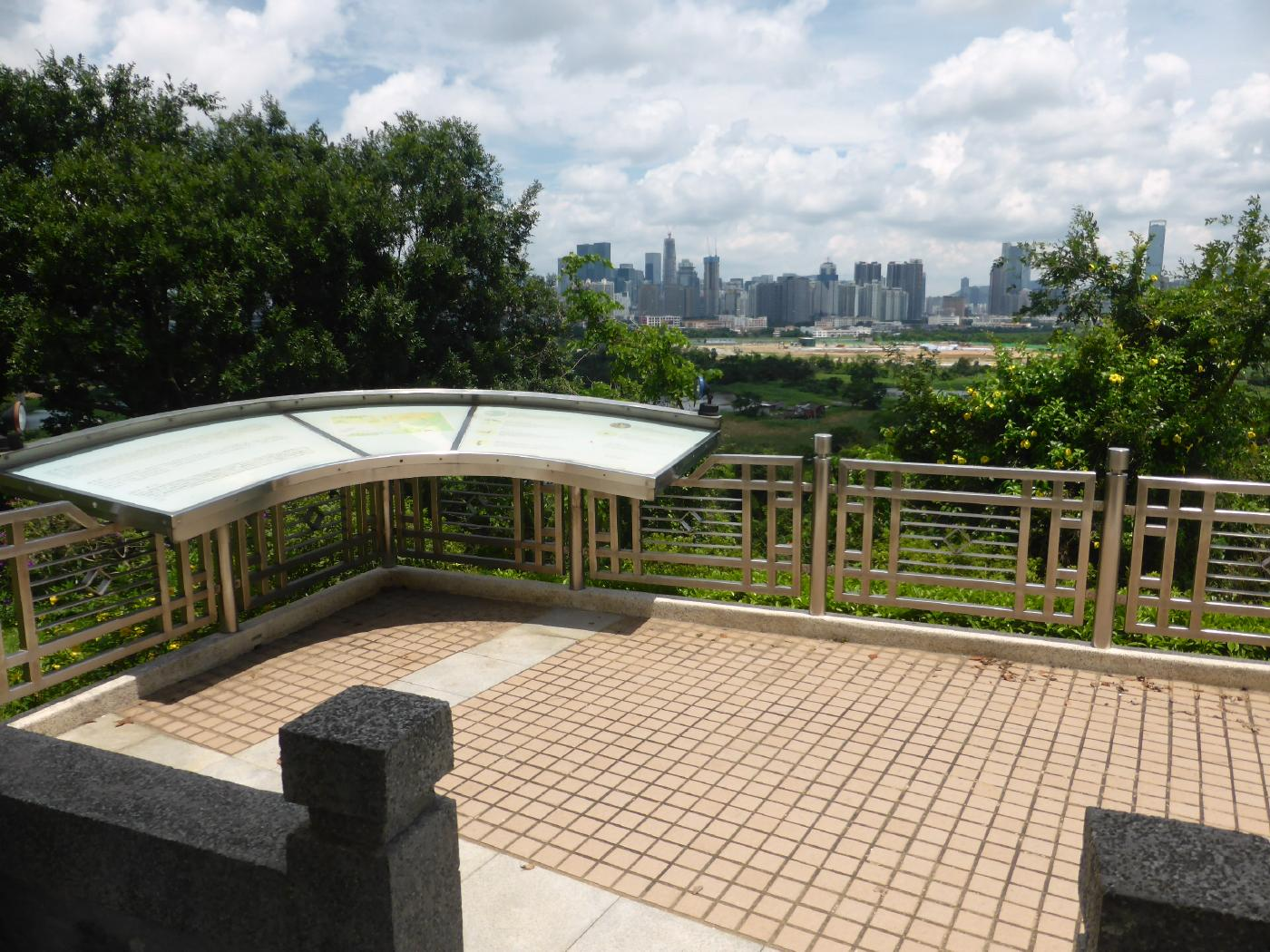
説明案内板と深圳の風景
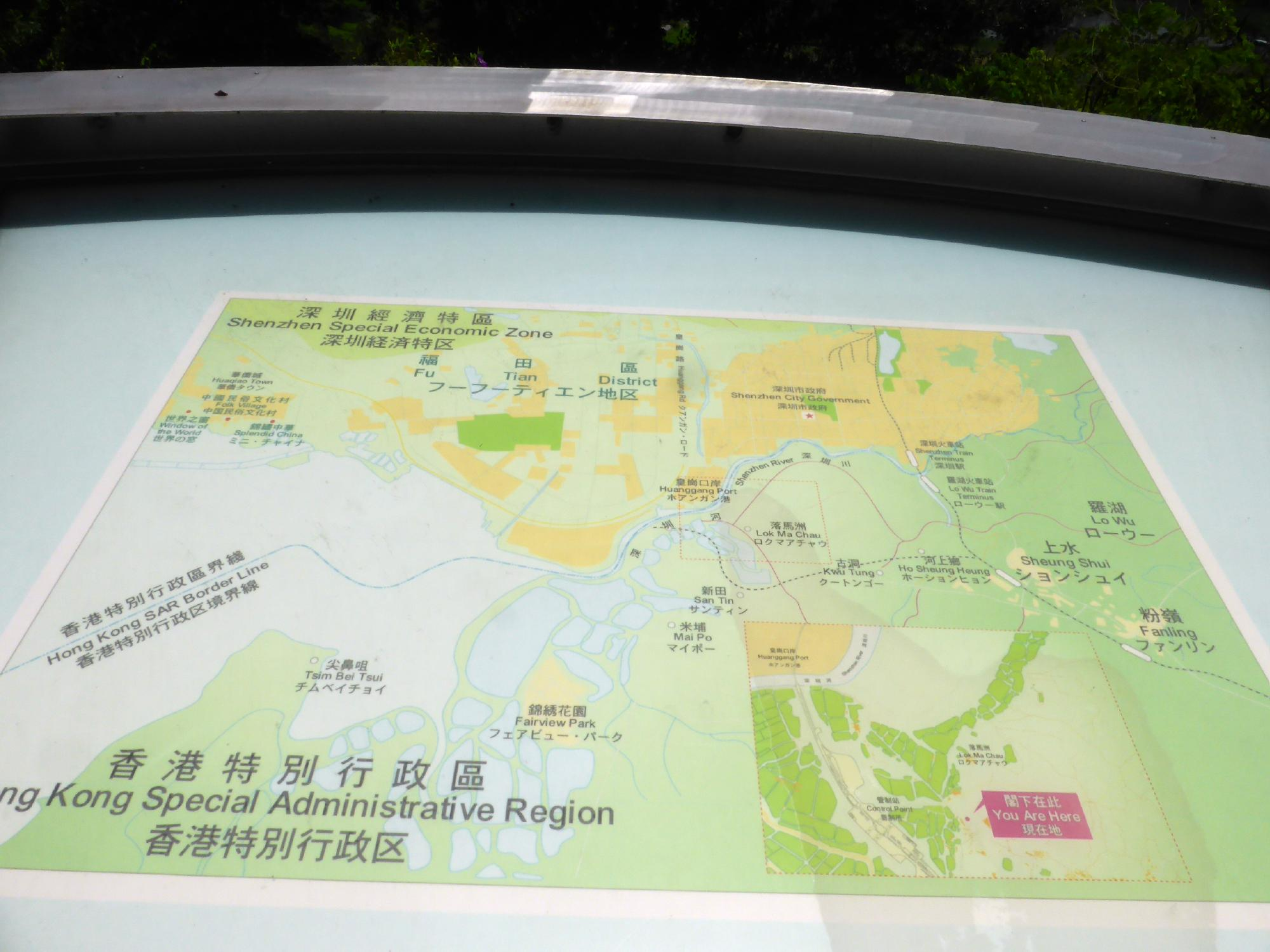
香港特別行政区境界線